# Ceratomyxa faba
Ceratomyxa faba is een microscopische parasiet uit de familie Ceratomyxidae. Ceratomyxa faba werd in 1960 beschreven door Meglitsch. 